# 4833 Meges
4833 Meges (1989 AL2) là một Trojan của Sao Mộc được phát hiện ngày 8 tháng 1 năm 1989 bởi C. S. Shoemaker ở Palomar.